# عدن اشعر (بعدان)

تعديل مصدري - تعديل

عدن اشعر هي إحدى قرى عزلة بني منصور بمديرية بعدان التابعة لمحافظة إب، بلغ تعداد سكانها 113 نسمة حسب تعداد اليمن لعام 2004.